# Poliopastea errans
Poliopastea errans är en fjärilsart som beskrevs av Jacob Hübner 1819. Poliopastea errans ingår i släktet Poliopastea och familjen björnspinnare. Inga underarter finns listade i Catalogue of Life.